# Вітте Микола Іванович
Микола Іванович де Вітте (28 лютого (11 березня) 1820 — 10 (22) квітня 1898) — таємний радник, перший директор Московського реального училища.

## Біографія
З 1835 року виховувався в Артилерійському училищі, по закінченні якого в 1839 році був проведений в прапорщики і залишений в училищі для продовження навчання; проведений в підпоручики 14 квітня 1840 року, в поручики — 6 січня 1842 року, в штабс-капітани — 3 січня 1846 року. Був прикомандирований з 3 квітня 1847 року до 2-го Московського кадетського корпусу, а в лютому 1849 року переведений у гвардійську пішу артилерію — призначений в лейб-гвардії 2-у артилерійську бригаду; з 11 липня 1849 року — інспектор класів кадетського корпусу.
Переведений в капітани 8 квітня 1851 року; з 7 жовтня 1853 року — полковник польовий пішої артилерії. Був нагороджений орденами Св. Станіслава 2-го ст. з імператорською короною (1856) і Св. Анни 2-го ст. з імператорською короною (1861) Вийшов у відставку 20 червня 1863 року.
У 1864 році був призначений окружним інспектором Московського навчального округу. У 1865 році отримав орден Св. Володимира 3-й ст., у грудні 1867 року — чин дійсного статського радника.
У 1873 році призначений директором у відкрите Московське реальне училище і займав цю посаду до 14 липня 1878 року, коли став завідувачем навчальною частиною у притулку цесарівни Марії. Був нагороджений орденами Св. Станіслава і Св. Анни 1-х ступенів.
У 1882-1894 роках — інспектор класів і голова педагогічної ради Усачевско-Черняевского жіночого училища.
Де Вітте був товаришем голови комісії з влаштування народних читань, почесним членом «Товариства розповсюдження корисних книг», членом Московського музею прикладних знань, дійсним членом Московського ради дитячих притулків і завідувачем навчальною частиною у Миколаївському та Яузском притулках.
У 1860 році було надруковано, складене Вітте «Зібрання малюнків з технічної частини артилерії» (М., Вип. 1).